# 盧旺達癌症中心
01°24′33″S 29°50′27″E / 1.40917°S 29.84083°E
盧旺達癌症中心（英語：Rwanda Cancer Centre，簡稱RCC），又稱布塔洛癌症中心（英語：Butaro Cancer Centre）或布塔洛卓越癌症中心（英語：Butaro Cancer Centre of Excellence），為盧旺達的一家公立醫療和照護機構，由盧旺達衛生部負責管理。

## 位置
盧旺達癌症中心位於盧旺達北部省布塔洛縣境內，其位置與布塔洛醫院相鄰，約位於盧旺達的首都兼最大城市基加利北方96公里處。

## 概要
布塔洛癌症中心為一家癌症治療、研究和教學機構，行政上由布塔洛醫院管理，並為全球健康資產大學（University of Global Health Equity）醫學院的教學機構之一，後兩者的所在地皆與布塔洛癌症中心相鄰。布塔洛癌症中心為布塔洛醫院的癌症治療部門，同時也是目前盧旺達衛生體系中唯一一家癌症治療專門機構。
考量到罹癌的郊區民眾欲接受癌症治療並不方便，且癌末病患的治療選項也較為有限，布塔洛癌症中心成立的目的正是為了服務郊區的癌症病患，尤其是癌末病患。布塔洛醫院和布塔洛卓越癌症中心由盧旺達政府負責興建和營運，並合夥一些國內外非營利組織，包括位於美國波士頓的夥衛生夥伴組織（Partners In Health）。

## 歷史
布塔洛醫院於2011年1月24日正式開幕，癌症中心則於2012年7月1日開始營運。自開幕至2018年的六年當中，已有超過4,900名癌症病患於癌症中心接受治療，同時有66名護士於該機構完成專業訓練。

## 外部連結
- 官方網站 （英文）